# Felice Cordero di Pamparato
Felice Cordero di Pamparato, nome di battaglia Campana (Torino, 3 giugno 1919 – Giaveno, 17 agosto 1944), è stato un nobile, militare e partigiano italiano.
Morì impiccato dai fascisti con tre suoi compagni.

## Biografia
Nato dalla famiglia nobile dei Cordero di Pamparato (una delle più antiche del Piemonte), figlio di Stanislao, il marchese Felice Cordero di Pamparato studiò al Real Collegio Carlo Alberto di Moncalieri e poi nel 120º Corso della Regia Accademia d'Artiglieria di Torino. Fu quindi destinato al 9º Reggimento artiglieria "Brennero" e conseguì la promozione a tenente nell'agosto 1942, continuando il percorso formativo presso la Regia Scuola d'Applicazione.
Combatté in Sicilia fino all'occupazione dell'isola meritandosi una proposta di medaglia d'argento. Alla dichiarazione dell'armistizio si trovava a La Spezia, e dopo aver messo al sicuro la bandiera del Reggimento e aver raggiunto la famiglia a Coazze, all'inizio del 1944 si unì alla Resistenza dei primi partigiani della Val Sangone. Assunto il nome di battaglia "Campana", divenne poco dopo comandante di una brigata partigiana. Catturato il 7 agosto dai fascisti, fu impiccato con altri tre compagni ad un comune balcone, nella zona centrale di Giaveno.

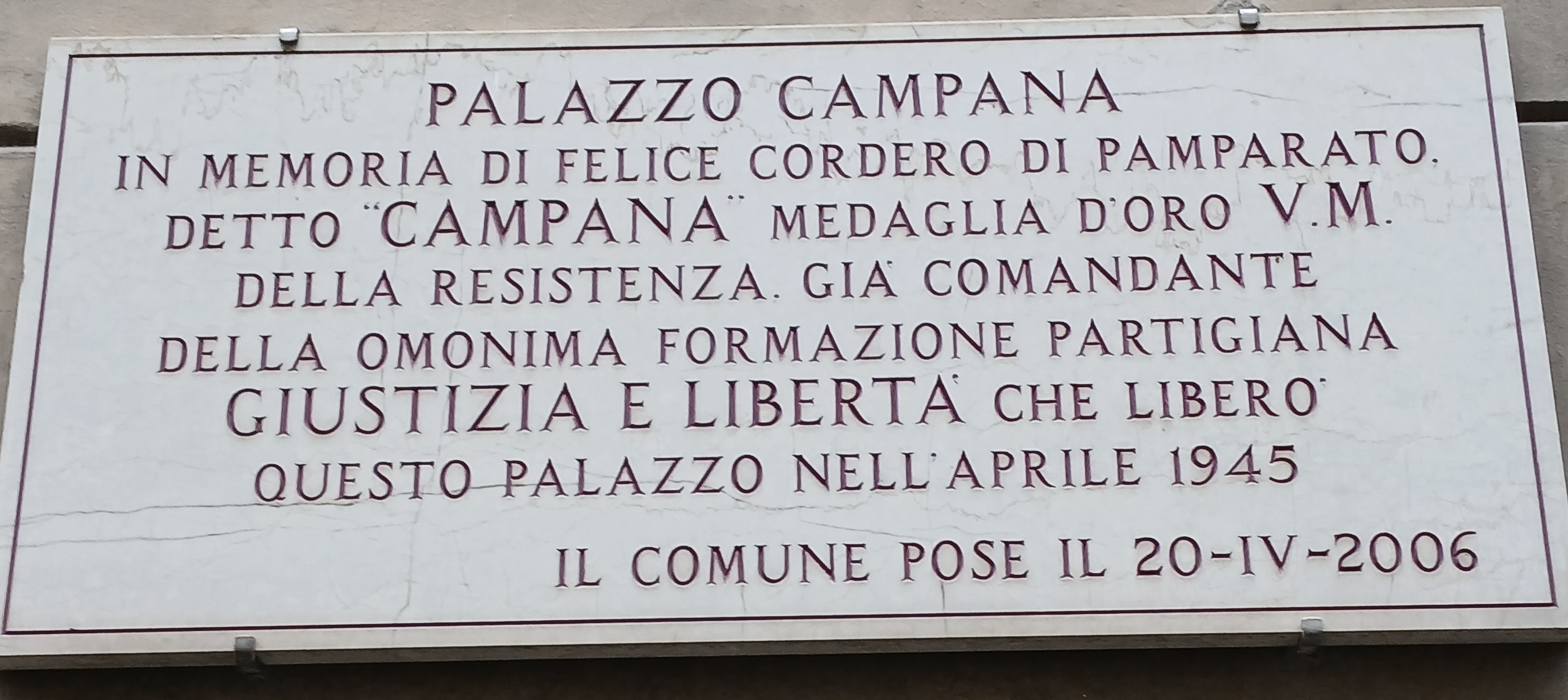
Targa in via Carlo Alberto

Cordero di Pamparato è Medaglia d'oro al valor militare alla memoria e gli è stato intitolato, come si legge dalla targa ivi apposta sull'ingresso di via Carlo Alberto, il Palazzo Campana di Torino. L'edificio, già casa del Fascio torinese, abbandonato dai fascisti il giorno precedente, fu occupato il 28 aprile 1945 dalla formazione partigiana di Giustizia e Libertà che aveva assunto in suo onore il nome di «Campana», e divenne dopo la Liberazione sede universitaria.
Al Campana è stata intitolata anche la scuola secondaria di primo grado di Volvera, la Scuola Media Campana.
Suo figlio Francesco, manager, storico e araldista, giovanissimo ricevette la medaglia del padre a Giaveno il 13 gennaio 1946.

## Memoria
- A Felice Cordero di Pamparato è anche dedicata una via di Torino, oltre al citato centrale Palazzo Campana, una via nel centro storico di Bruino, e una scuola di nome Campana a Volvera.